# Alasmidonta robusta
Alasmidonta robusta är en musselart som beskrevs av Clarke 1981. Alasmidonta robusta ingår i släktet Alasmidonta och familjen målarmusslor. IUCN kategoriserar arten globalt som utdöd. Inga underarter finns listade i Catalogue of Life.